# ویلیام ماسوت
ویلیام ماسوت (انگلیسی: William Massot؛ زادهٔ ۱ سپتامبر ۱۹۷۷) بازیکن فوتبال اهل فرانسه است.
از باشگاه‌هایی که در آن بازی کرده‌است می‌توان به باشگاه فوتبال نیم المپیک، باشگاه فوتبال والنسین، باشگاه فوتبال استاد برستوا ۲۹، و باشگاه فوتبال کلرمون فوت اشاره کرد.